# Titanic 2. (film)
A Titanic 2. egy 2010-es amerikai mockbuster tévéfilm, melynek rendezője és főszereplője Shane Van Dyke.
A filmet az Asylum stúdió készítette, amely arról híres, hogy alacsony színvonalú és költségvetésű filmeket ad ki, amelyek erősen hasonlítanak egy másik, sikeres filmhez. A Titanic 2. arról szól, hogy megépítik az eredeti Titanic pontos mását, amely szintén elsüllyed az első útján. A filmet a korábbihoz hasonlóan egy tragikus szerelem foglalja keretbe. Minden téren negatív kritikát kapott, és anyagilag hatalmasat bukott.
Magyarországon csak DVD-n jelent meg.

## Szereplők
- Shane Van Dyke mint Hayden Walsh, a Titanic 2. atyja
- Bruce Davidson mint James Maine, Amy apja
- Brooke Burns mint Kim Patterson
- Marie Westbrook mint Amy Maine
- Michelle Glavan mint Kelly Wlade
- Carey Van Dyke mint Elmer Coolidge
- D. C. Douglas mint Will Howard kapitány
- Dylan Vox mint Dwayne
- Wittly Jourdan mint Elijia Stacks

## Fogadtatás
A film minden téren negatív kritikákat kapott. A Rotten Tomatoes-on 15%-os értékelést, míg az IMDb oldalán 1,6-os minősítést ért el. A kritikusok kifogással éltek többek között a zavaros történetvezetéssel, a gyenge effektekkel és színészi játékkal kapcsolatban, valamint hogy a filmbéli hajó egyáltalán nem hasonlít az eredetihez. (A forgatáshoz a világhírű Queen Mary-t, a mára nyugdíjazott luxushajót használták.) A kritika leszólta továbbá azt, hogy a film egy tökéletes, modern környezetbe ültetett másolata az eredetinek. A Titanic 2. mind a kritikusok, mind a nézők körében megbukott.

## Fordítás
- Ez a szócikk részben vagy egészben  a   Titanic II (film) című angol Wikipédia-szócikk ezen változatának fordításán alapul.  Az eredeti cikk szerkesztőit annak laptörténete sorolja fel. Ez a jelzés csupán a megfogalmazás eredetét és a szerzői jogokat jelzi, nem szolgál a cikkben szereplő információk forrásmegjelöléseként.